# Cote de Pablo
Cote de Pablo (* 12. listopadu 1979, Santiago de Chile, Chile), rodným jménem María José de Pablo Fernández, je chilsko-americká herečka. Mezi její nejznámější role patří ztvárnění postavy bývalé agentky Mosadu a zvláštní agentky Námořní vyšetřovací služby (Naval Criminal Investigative Service) Zivy Davidové v televizním seriálu Námořní vyšetřovací služba (NCIS). Další její významná role je Shirah (The Dovekeepers, 31. 3. 2015)

## Mládí
Narodila se v Santiago de Chile do katolické rodiny. Její jméno Cote je v Chile běžnou přezdívkou pro jména María José. Když jí bylo deset, její matka María Olga Fernandéz získala zaměstnání ve španělskojazyčné televizní stanici v Miami na Floridě. V Miami de Pablo navštěvovala střední školu Arvida a posléze vystudovala muzikálové herectví na New World School of the Arts. Poté studovala hudbu a divadlo na pittsburské Carnegie Mellon University a hrála v několika divadelních hrách, jmenovitě například And The World Goes 'Round, The House of Bernarda Alba (Dům Bernardy Alby), Indiscretions, The Fantasticks a A Little Night Music. Školu úspěšně absolvovala v roce 2000.

## Herecká kariéra
Cote de Pablo hrála v několika televizních seriálech. Mezi její nejznámější patří kriminální drama televizní společnosti CBS, Námořní vyšetřovací služba, kde ztvárnila bývalou agentku izraelské zpravodajské služby Mossad a zvláštní agentku Námořní vyšetřovací služby (NCIS). Cote sama roli Zivy popsala slovy: „Je naprosto odlišná od ostatních postav v seriálu, protože byla po celý život ve společnosti mužů; je zvyklá na mužskou autoritu. Mužů se nebojí.“
Rovněž tak v letech 1994 až 1995 hrála v několika epizodách seriálu Control a objevila se v televizním pořadu Entertainment Tonight jako host Carlose Ponceho. Kromě toho hrála v seriálech The Education of Max Bickford (2001) a The Jurry (2004).

## Ocenění a nominace
- 2006 – Vyhrála Imagen Award v kategorii nejlepší ženská herecká role v televizním seriálu Námořní vyšetřovací služba (2006)[1]
- 2008 – Nominovaná na cenu ALMA Awards za mimořádný ženský herecký výkon v dramatickém televizním seriálu za Námořní vyšetřovací službu (2008).[1]

## Filmografie
- Control - TV seriál – Host
- The $treet (1 epizoda, „Hostile Makeover“, 2000) – Fiona
- The Education of Max Bickford (1 epizoda, „Do It Yourself“, 2001) – Gina
- TOCA Race Driver (2002) (videohra) – Melanie Sanchez (hlas)
- The Jury (10 epizod, 2004) – Marguerite Cisneros
- Námořní vyšetřovací služba (190+ epizod, 2005 - současnost) – Ziva Davidová
- The Last Rites of ransom Pride – Bruja